# مانويل ألونسو أريزاجا
مانويل ألونسو أريزاجا (بالإسبانية: Manuel Alonso de Areyzaga)‏ مواليد 12 نوفمبر 1895 في سان سيباستيان - الوفاة 11 أكتوبر 1984 في مدريد، كان لاعب كرة مضرب إسباني بدأ مسيرته كمحترف سنة 1920، اعتزل اللعب في 1938. أعلى تصنيف له في الفردي كان المركز الـ 5 في سنة 1927. سبق أن شارك في دورة الألعاب الأولمبية الصيفية.

## روابط خارجية
- مانويل ألونسو أريزاجا على موقع رابطة محترفي التنس (الإنجليزية)
- مانويل ألونسو أريزاجا على موقع الاتحاد الدولي لكرة المضرب (الإنجليزية)
- مانويل ألونسو أريزاجا على موقع كأس ديفيز (الإنجليزية)
- مانويل ألونسو أريزاجا على موقع قاعة مشاهير كرة المضرب الدولية (الإنجليزية)
- مانويل ألونسو أريزاجا على موقع خلاصة التنس.كوم (الإنجليزية)
- مانويل ألونسو أريزاجا على موقع اللجنة الأولمبية الدولية (الإنجليزية)
- مانويل ألونسو أريزاجا على موقع أوليمبيديا (الإنجليزية)